# Donato da Cascia
Donato da Cascia (également da Firenze ou da Florentia) (fl. c. 1350 - 1370) était un compositeur italien du Trecento. Tout ce que reste de sa musique est profane et se trouve pour l'essentiel dans le Codex Squarcialupi. Il était probablement aussi prêtre comme nous le montre le Codex qui le représente en habit de moine bénédictin.

## Biographie
On ne sait rien de sa vie sauf ce qui peut être déduit de son portrait, de ses œuvres et de leur répartition géographique. Il était probablement de Cascia (Florence) près de Florence et l'ensemble de sa musique, à une exception près (le virelai), est de style toscan.
Dix-sept compositions de Donato nous sont parvenues, à savoir quatorze madrigaux, un canon, un virelai et une ballata. Hormis une seule pièce, sa musique est toute à deux voix, typique de la pratique du milieu du siècle à cet égard, mais inhabituellement virtuose par opposition à la mode de cette période. Selon Nino Pirrotta, elle « représente le pic du chant virtuose dans le madrigal italien et donc dans l'Ars nova italien dans son ensemble. »
Les madrigaux de Donato ont généralement une partie de voix supérieure plus élaborée que la partie de voix basse et utilisent souvent l'imitation entre les deux voix, mais les passages imitatifs sont cependant habituellement courts. Donato utilise en outre des répétitions de mots et de phrases, souvent avec une intention humoristique. Jacopo da Bologna a probablement exercé une influence sur son travail comme on peut le constater dans les passages de transition à une seule voix entre les différents versets des madrigaux, typiques de Jacopo.